# Schloss Schönberg (Bensheim)

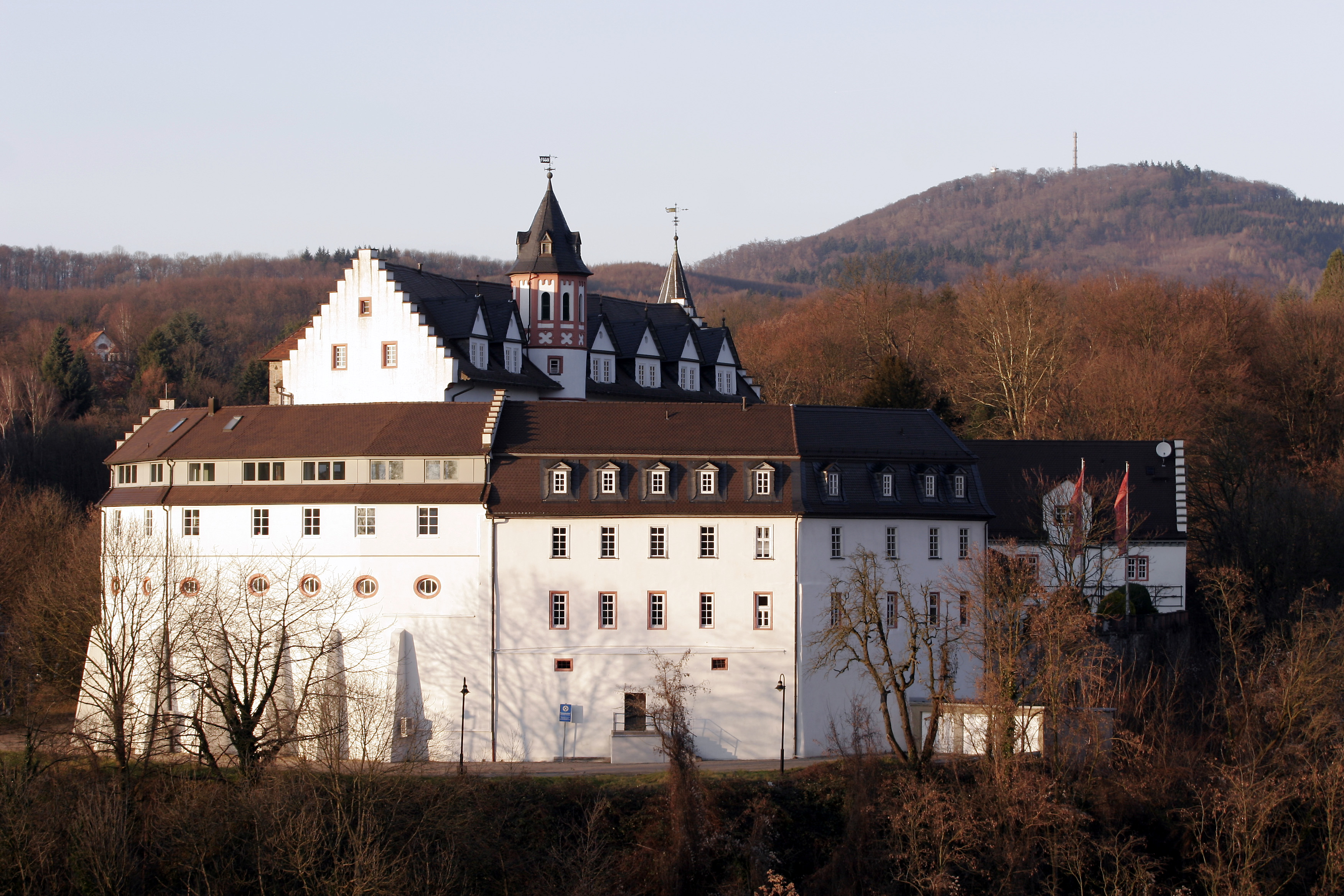
Das Schönberger Schloss

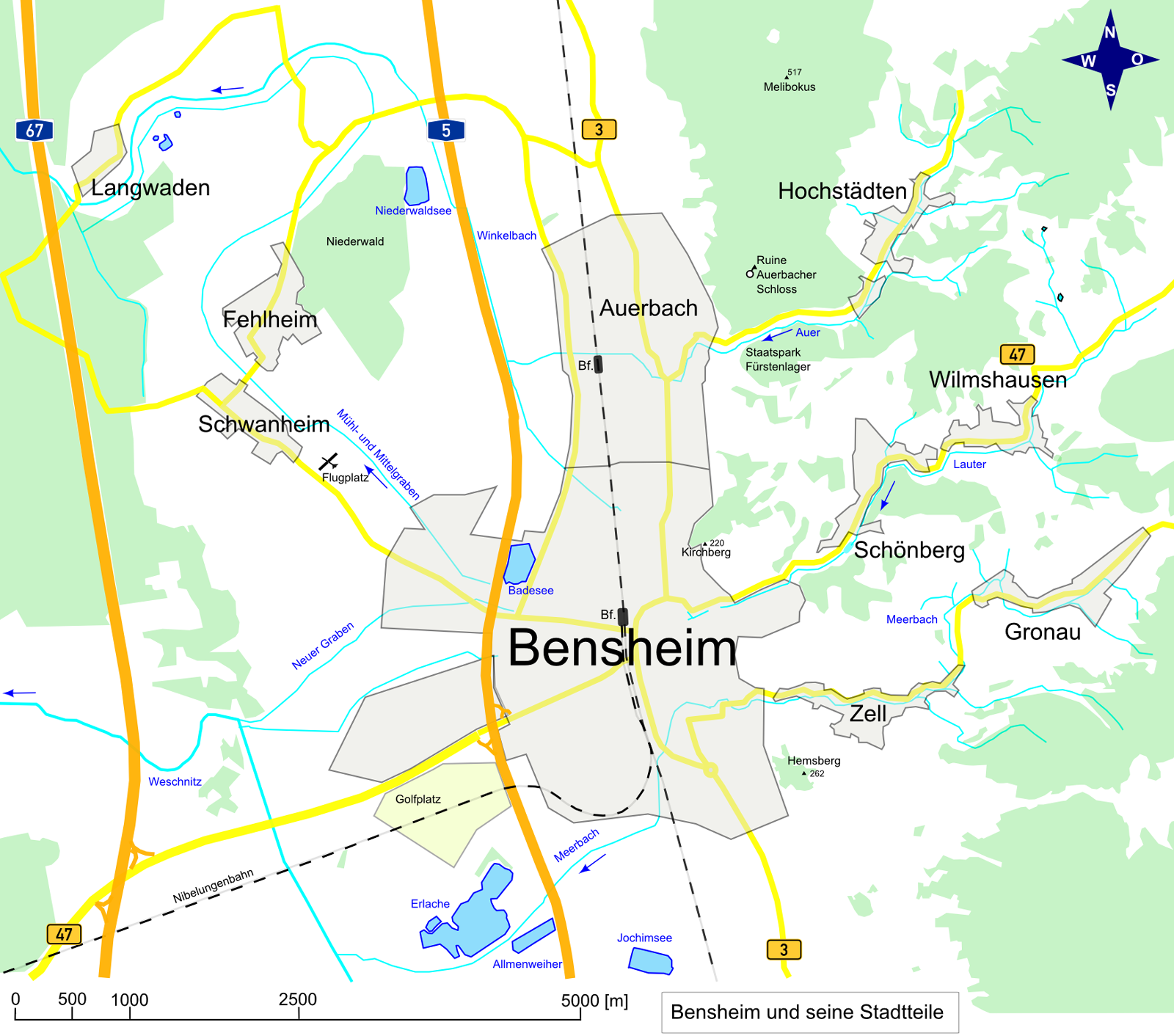
Karte von Bensheim mit dem Stadtteil Schönberg

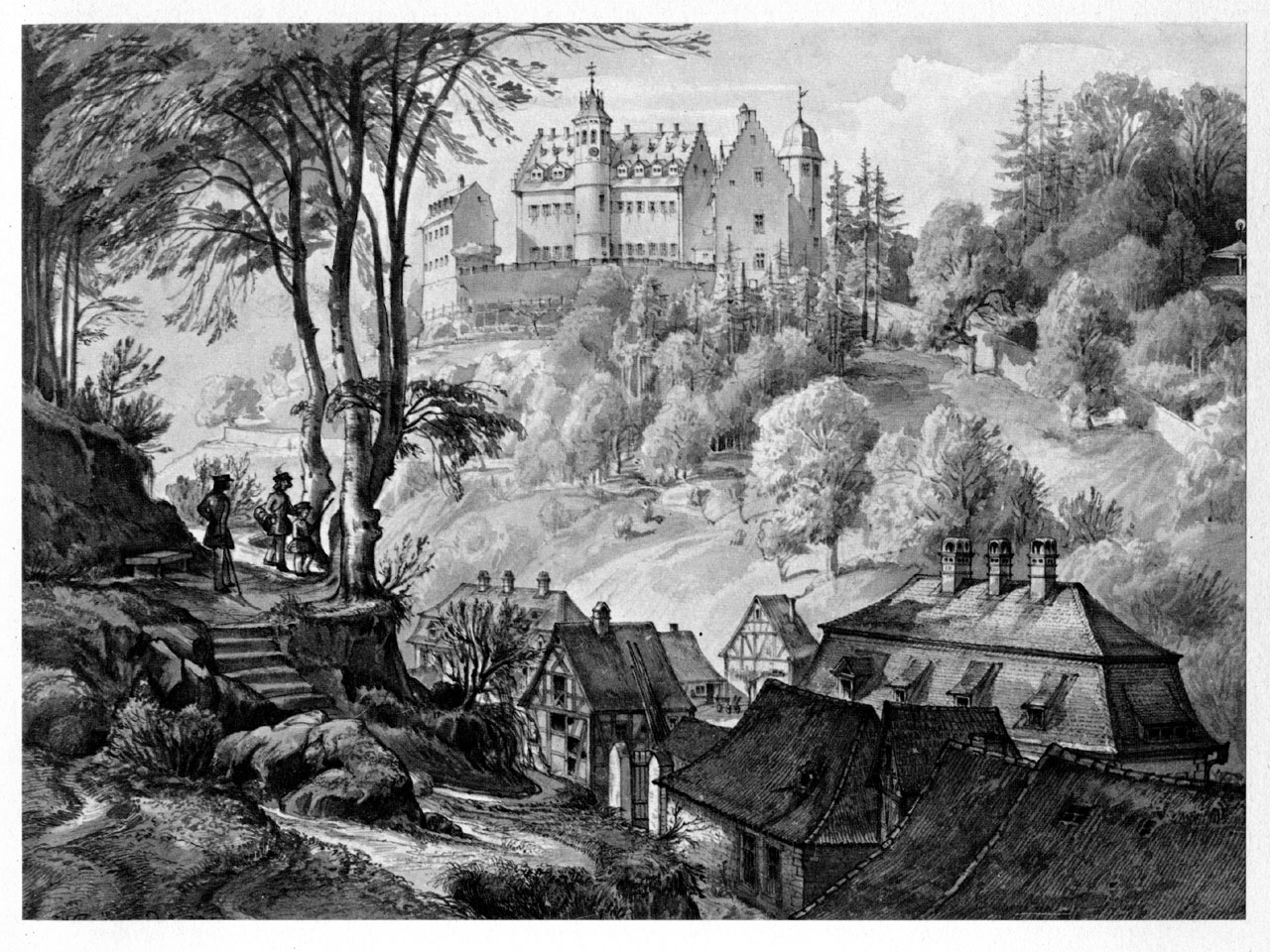
Das Schloss im Jahr 1851 (Federzeichnung von Johann Meinrad Bayrer)

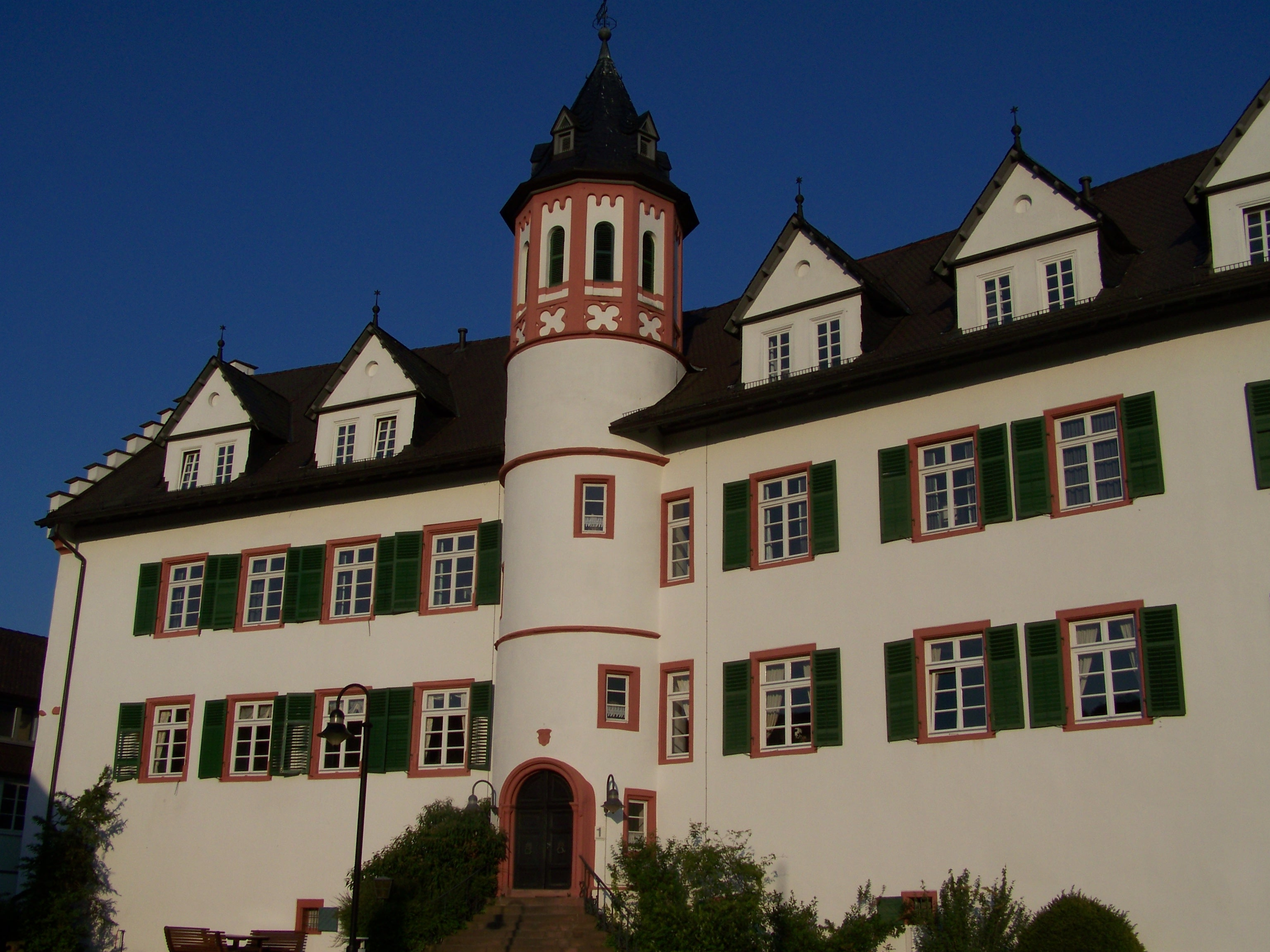
Hauptgebäude vom Schlosshof aus

Schloss Schönberg, auch das Schönberger Schloss genannt, liegt bei Schönberg einem Stadtteil von Bensheim an der Bergstraße im Landkreis Bergstraße über dem Schönberger Tal in Südhessen.

## Geschichte
Schönberg gehörte zur Grafschaft Erbach und später, nach der Teilung der Grafschaft, zum Zweig derer von Erbach-Schönberg.
Im 13. Jahrhundert (erste urkundliche Erwähnung im Jahre 1303), wurde das Schloss als Burg auf einer Bergnase über Schönberg erbaut, um die Lautertalstraße zu kontrollieren.
Die ersten Gebäude müssen sich schon an Stelle der heutigen Bauten befunden haben, sie hatten wehrhafteren Charakter und waren zur nördlichen Hauptangriffsseite durch eine Schildmauer mit Türmen (einer noch vorhanden) geschützt. Die Burg war als pfälzisches Lehen im Besitz der Schenken von Erbach. In unmittelbarer Nähe grenzten mit der Kurmainz in Bensheim und der Grafschaft Katzenelnbogen in Auerbach fremde Territorialherren an das Erbacher Gebiet.
Mit dem Aussterben der Grafen von Katzenelnbogen wurden deren Erben, die Landgrafen von Hessen, im Jahr 1479 neue Nachbarn der Erbacher.
1504 im Bayerisch-Pfälzischen Erbfolgekrieg wurde die Burg durch den Landgrafen Wilhelm II. von Hessen schwer in Mitleidenschaft gezogen, geriet in Brand und wurde stark beschädigt. Nach Erhebung der Erbacher in den Stand der Grafenwürde im Jahr 1532 kam es in den folgenden Jahrzehnten jedoch zu einer regen Neubautätigkeit. In der Mitte des 16. Jahrhunderts erfolgte der Wiederaufbau als offenes Schloss.
Im Jahr 1717 kam es zur Teilung des Erbacher Grafenhauses und Schloss Schönberg wurde Sitz der nach ihm benannten Linie Erbach-Schönberg. Unter Graf Georg August von Erbach-Schönberg wurden um 1728/29 aufwändige Bauarbeiten aufgenommen.
Um 1840/50 erfolgten weitere gravierende Umgestaltungen an Herrenhaus und Nordflügel sowie im Schlosshof, wo die östliche Terrasse hergerichtet wurde. Der im 18. Jahrhundert erweiterte Barockgarten wurde zum Landschaftspark umgestaltet. 1902 entstand als letzte größere bauliche Zutat noch der Pavillon an der Terrasse, dessen Schöpfer der Bensheimer Architekt Heinrich Metzendorf war.
1956 wurde das altehrwürdige Schloss der 1903 in den Fürstenstand erhobenen Schönberger Linie an die Ruhrknappschaft in Bochum verkauft und zu einem Erholungsheim ausgebaut. Am 17. Oktober 1957 wurde es nach Umgestaltungen im Beisein von Bundespräsident Theodor Heuss zur Nutzung als Gesundheits-Vorsorgeheim übergeben.
Das Schloss diente bis Dezember 2011 als Tagungs- und Bildungsstätte für die Deutsche Rentenversicherung Knappschaft-Bahn-See. 2014 wurde das Schloss an einen regionalen Unternehmer verkauft.

## Bildergalerie

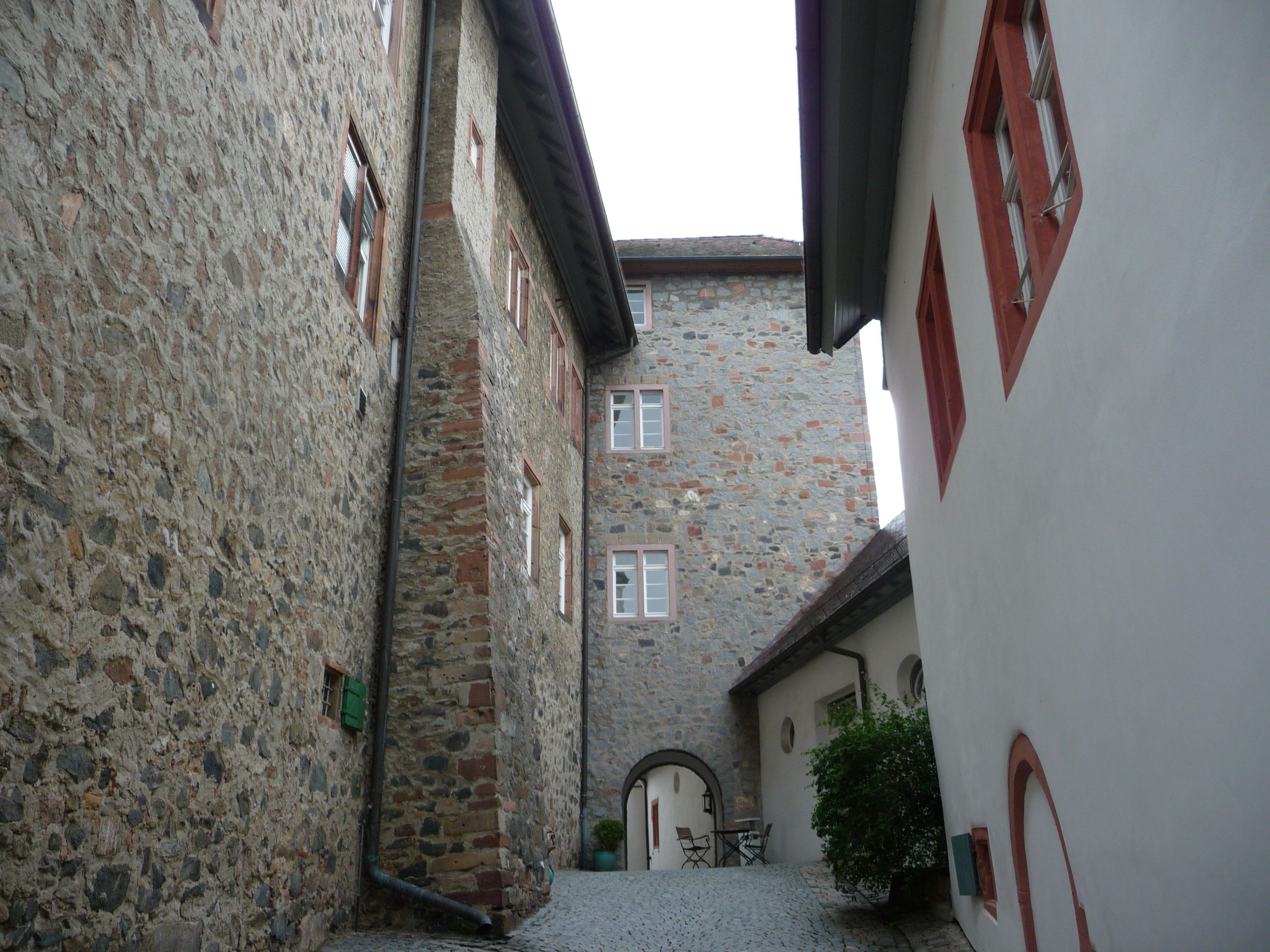
Hinterhof
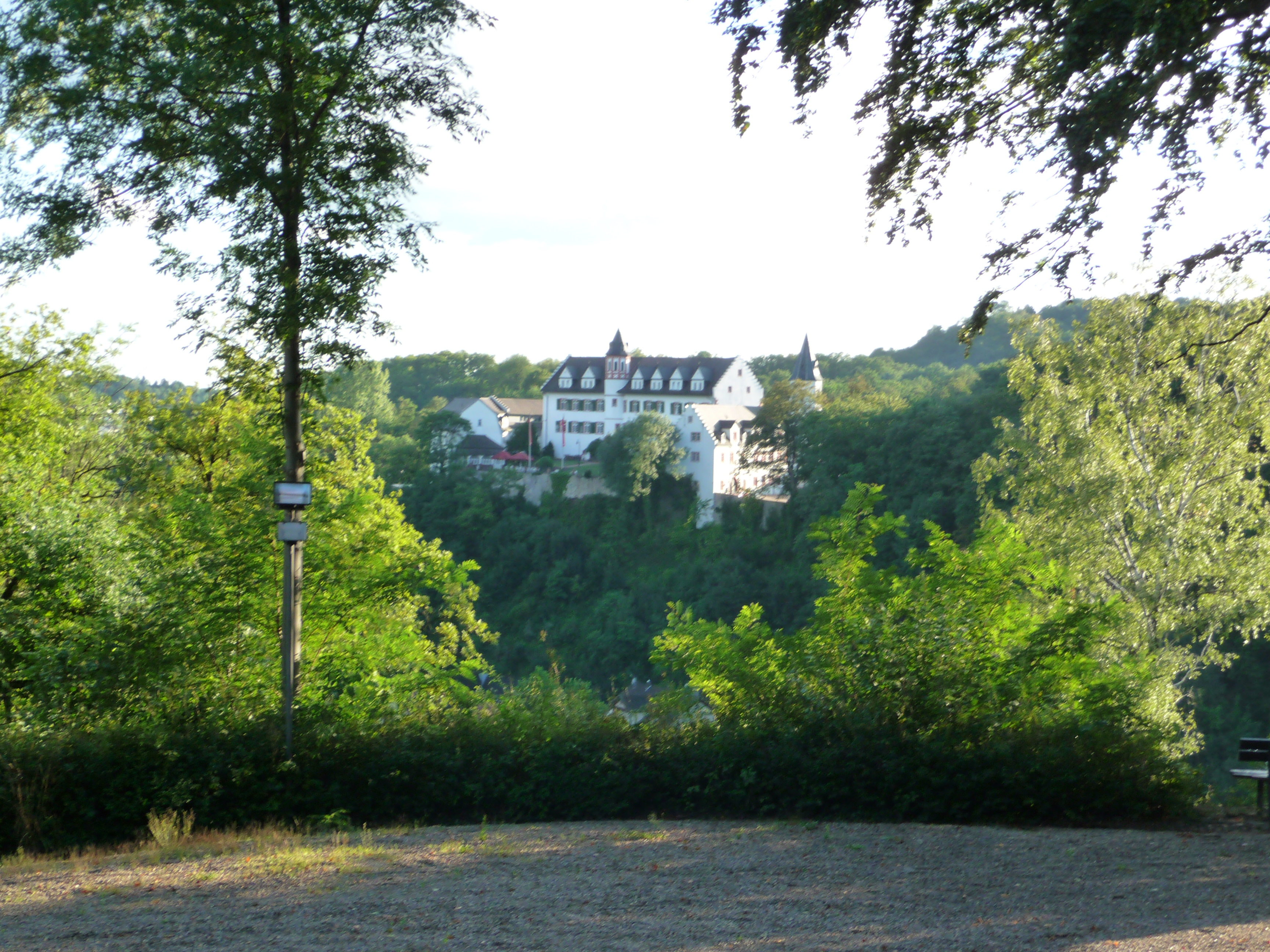
Fernansicht
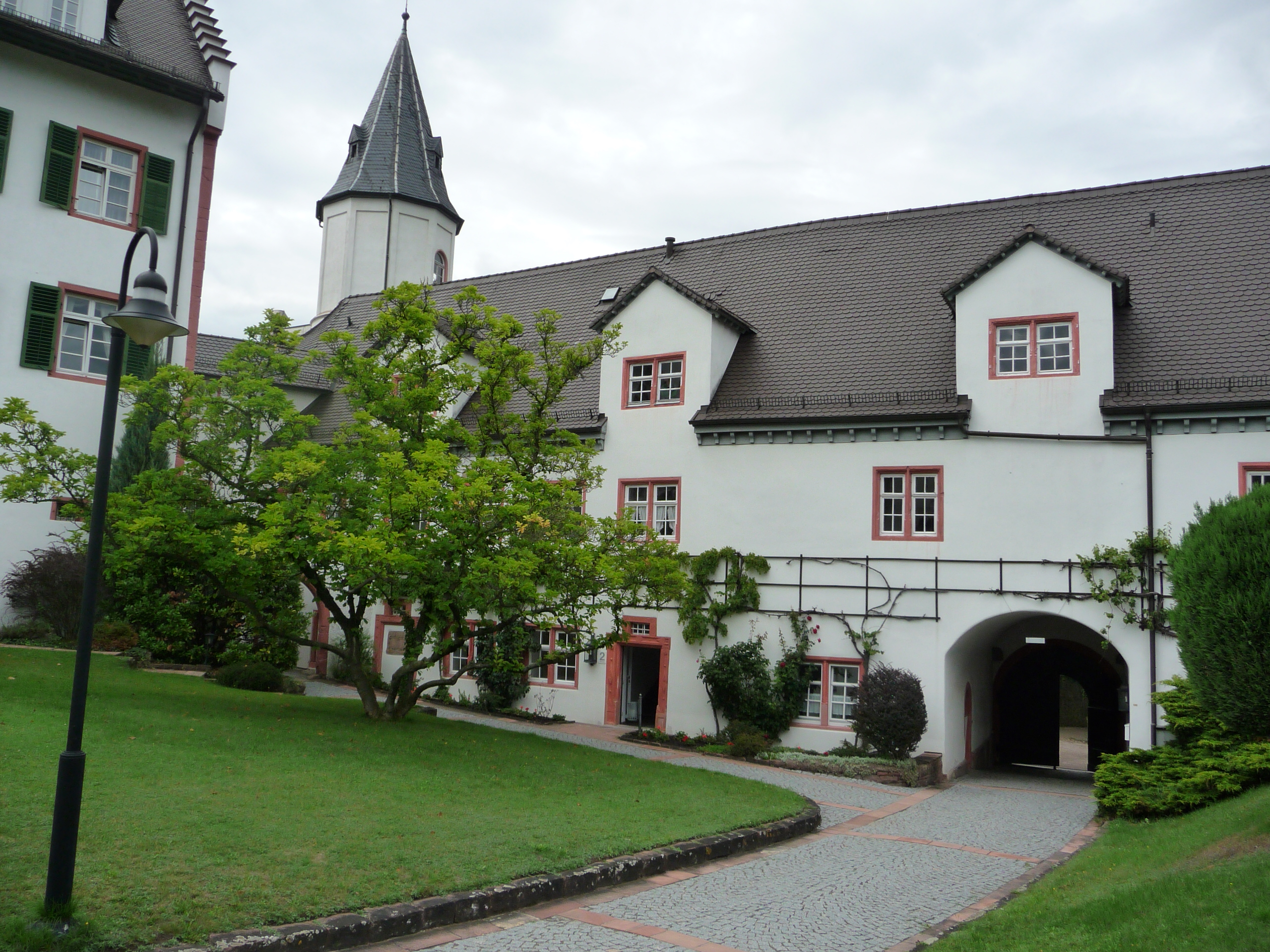
Innenhof mit Haupttor
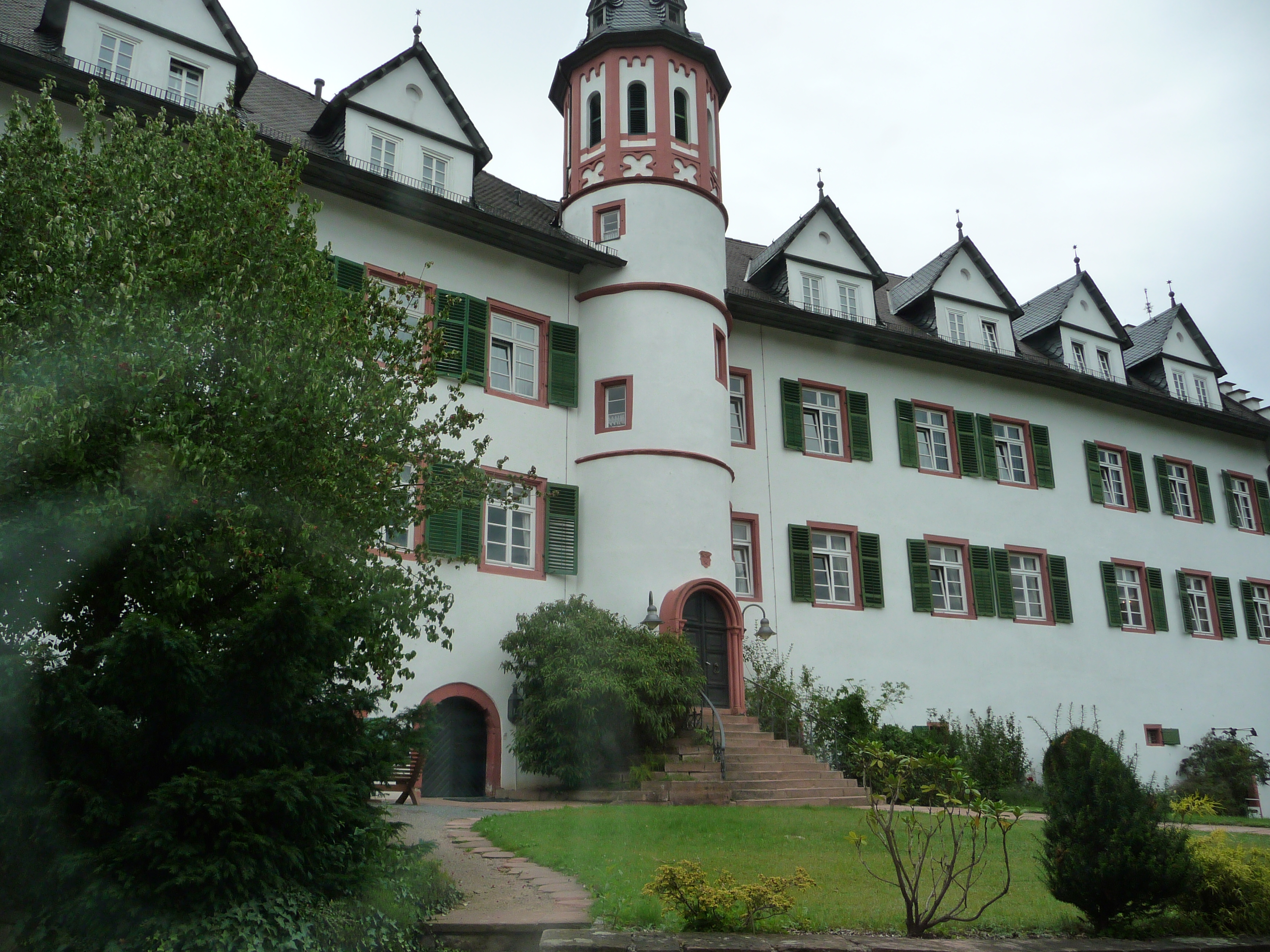
Hauptgebäude mit Treppenturm
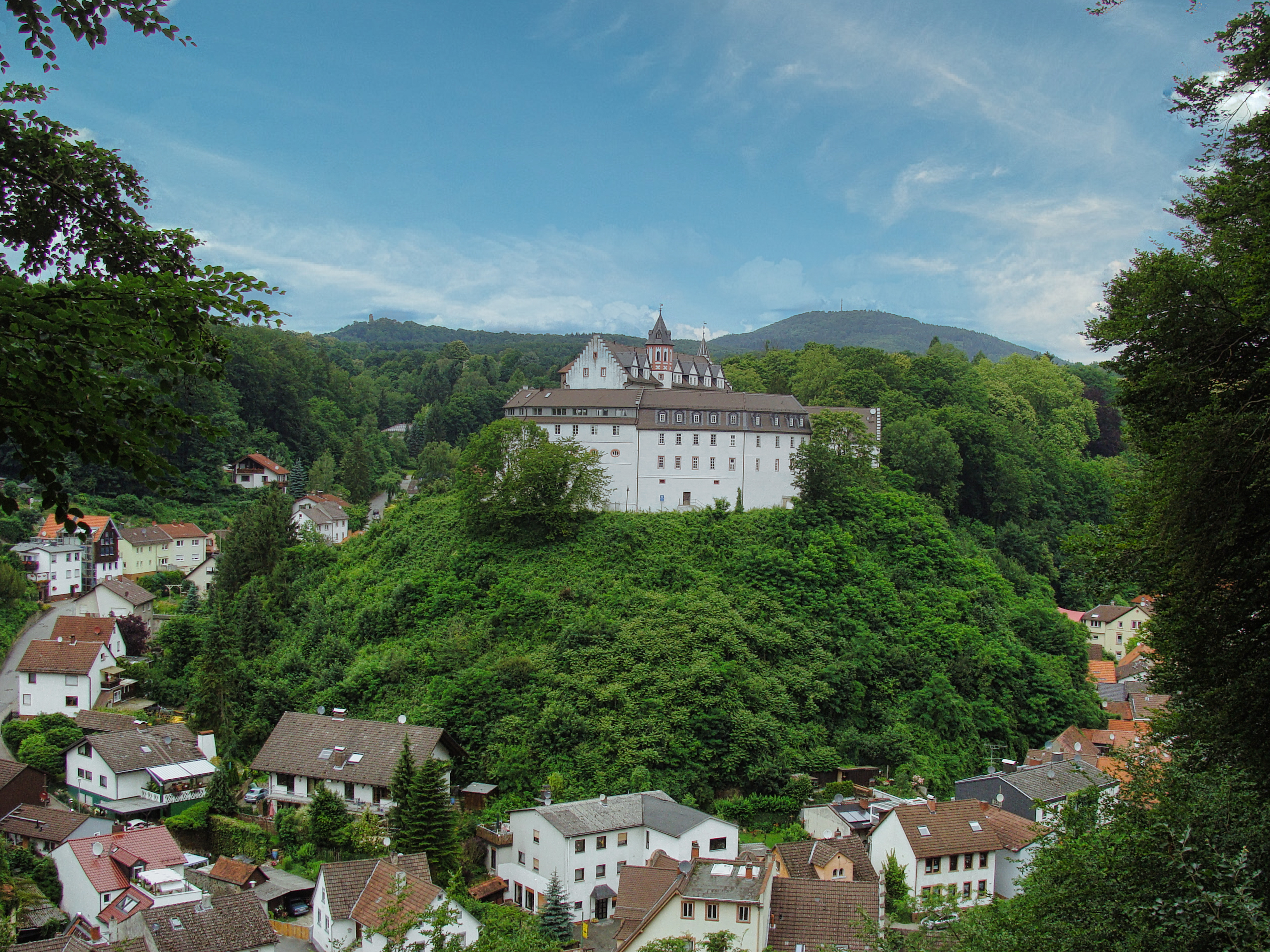
Schlossberg